# جزیره‌های فیلیپین

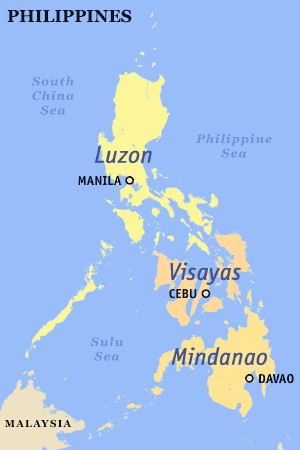
یک نقشه از فیلیپین نشان جزیره گروه Luzon Visayasو Mindanao.

فیلیپین کشوری است مجمع الجزایری شامل حدود ۷۱۰۷ جزیره که تنها حدود ۲۰۰۰ جزیره آن مسکونی هستند. جزایر فیلیپین به سه خوشه اصلی تقسیم می‌شوند:
میندانائو،
لوزون و
ویسایا
بیش از ۵۰۰۰ جزیره این کشور فاقد نام رسمی هستند.

## بزرگترین جزایر فیلیپین
فهرست زیر جزایر بزرگ کشور فیلیپین را نشان می‌دهد.
| #  | Name of island | Area                            | Coordinates                                                 | Notes                                                          |
| -- | -------------- | ------------------------------- | ----------------------------------------------------------- | -------------------------------------------------------------- |
| ۱  | Luzon          | [ ابزار تبدیل: needs a number ] | ۱۵°۵۹′۵۹″شمالی ۱۲۱°۰۰′۰۰″شرقی / ۱۵٫۹۹۹۶°شمالی ۱۲۱٫۰۰۰۰°شرقی | 15th largest island and 4th most populated island in the world |
| ۲  | Mindanao       | [ ابزار تبدیل: needs a number ] | ۷°۴۱′۴۲″شمالی ۱۲۴°۱۵′۰۴″شرقی / ۷٫۶۹۵°شمالی ۱۲۴٫۲۵۱°شرقی     | 19th largest island in the world                               |
| ۳  | Samar          | [ ابزار تبدیل: needs a number ] | ۱۱°۴۸′۰۰″شمالی ۱۲۵°۰۰′۴۳″شرقی / ۱۱٫۸۰۰°شمالی ۱۲۵٫۰۱۲°شرقی   | Largest island entirely within one region                      |
| ۴  | Negros         | [ ابزار تبدیل: needs a number ] | ۱۰°۰۱′۳۴″شمالی ۱۲۲°۵۸′۰۱″شرقی / ۱۰٫۰۲۶°شمالی ۱۲۲٫۹۶۷°شرقی   | Largest island constituting one region                         |
| ۵  | Palawan        | [ ابزار تبدیل: needs a number ] | ۹°۳۰′۰۰″شمالی ۱۱۸°۳۰′۰۰″شرقی / ۹٫۵۰۰۱°شمالی ۱۱۸٫۵۰۰۰°شرقی   | Largest island entirely within one province                    |
| ۶  | Panay          | [ ابزار تبدیل: needs a number ] | ۱۱°۱۰′۲۶″شمالی ۱۲۲°۳۰′۱۴″شرقی / ۱۱٫۱۷۴°شمالی ۱۲۲٫۵۰۴°شرقی   |                                                                |
| ۷  | Mindoro        | [ ابزار تبدیل: needs a number ] | ۱۲°۵۲′۱۵″شمالی ۱۲۰°۵۵′۴۰″شرقی / ۱۲٫۸۷۰۷°شمالی ۱۲۰٫۹۲۷۹°شرقی |                                                                |
| ۸  | Leyte          | [ ابزار تبدیل: needs a number ] | ۱۰°۵۰′۰۱″شمالی ۱۲۴°۵۰′۰۰″شرقی / ۱۰٫۸۳۳۵°شمالی ۱۲۴٫۸۳۳۳°شرقی |                                                                |
| ۹  | Cebu           | [ ابزار تبدیل: needs a number ] | ۱۰°۱۹′۴۲″شمالی ۱۲۳°۴۸′۲۲″شرقی / ۱۰٫۳۲۸۴°شمالی ۱۲۳٫۸۰۶۰°شرقی | Island province                                                |
| ۱۰ | Bohol          | [ ابزار تبدیل: needs a number ] | ۹°۵۰′۴۱″شمالی ۱۲۴°۱۲′۴۹″شرقی / ۹٫۸۴۴۷°شمالی ۱۲۴٫۲۱۳۵°شرقی   | Island province                                                |
| ۱۱ | Masbate        | [ ابزار تبدیل: needs a number ] | ۱۲°۱۵′۰۱″شمالی ۱۲۳°۳۰′۰۰″شرقی / ۱۲٫۲۵۰۲°شمالی ۱۲۳٫۵۰۰۰°شرقی | Island province                                                |
| ۱۲ | Catanduanes    | [ ابزار تبدیل: needs a number ] | ۱۳°۴۸′۳۱″شمالی ۱۲۴°۱۳′۲۴″شرقی / ۱۳٫۸۰۸۶°شمالی ۱۲۴٫۲۲۳۳°شرقی | Island province                                                |
| ۱۳ | Basilan        | [ ابزار تبدیل: needs a number ] | ۶°۳۵′۲۸″شمالی ۱۲۱°۵۹′۱۹″شرقی / ۶٫۵۹۱۱°شمالی ۱۲۱٫۹۸۸۵°شرقی   | Island province; largest island of the Sulu Archipelago        |
| ۱۴ | Marinduque     | [ ابزار تبدیل: needs a number ] | ۱۳°۲۳′۰۶″شمالی ۱۲۱°۵۸′۵۲″شرقی / ۱۳٫۳۸۵۰°شمالی ۱۲۱٫۹۸۱۱°شرقی | Island province                                                |
| ۱۵ | Busuanga       | [ ابزار تبدیل: needs a number ] | ۱۲°۰۸′۴۲″شمالی ۱۲۰°۰۵′۴۱″شرقی / ۱۲٫۱۴۵۱°شمالی ۱۲۰٫۰۹۴۸°شرقی | Largest of the Calamian Islands                                |
| ۱۶ | Jolo           | [ ابزار تبدیل: needs a number ] | ۵°۵۸′۲۴″شمالی ۱۲۱°۰۹′۰۰″شرقی / ۵٫۹۷۳۲°شمالی ۱۲۱٫۱۵۰۱°شرقی   | Part of the Sulu Archipelago                                   |
| ۱۷ | Tablas         | [ ابزار تبدیل: needs a number ] | ۱۲°۲۴′۲۰″شمالی ۱۲۲°۰۳′۵۱″شرقی / ۱۲٫۴۰۵۵°شمالی ۱۲۲٫۰۶۴۲°شرقی | [ ۵ ]                                                          |
| ۱۸ | Dinagat        | [ ابزار تبدیل: needs a number ] | ۱۰°۱۳′۳۰″شمالی ۱۲۵°۳۵′۴۱″شرقی / ۱۰٫۲۲۴۹°شمالی ۱۲۵٫۵۹۴۷°شرقی | Island province                                                |
| ۱۹ | Polillo        | [ ابزار تبدیل: needs a number ] | ۱۴°۵۰′۳۴″شمالی ۱۲۱°۵۵′۴۵″شرقی / ۱۴٫۸۴۲۸°شمالی ۱۲۱٫۹۲۹۳°شرقی |                                                                |
| ۲۰ | Tawitawi       | [ ابزار تبدیل: needs a number ] | ۵°۱۱′۵۲″شمالی ۱۲۰°۰۲′۰۰″شرقی / ۵٫۱۹۷۹°شمالی ۱۲۰٫۰۳۳۳°شرقی   | Island province; part of the Sulu Archipelago                  |
| ۲۱ | Guimaras       | [ ابزار تبدیل: needs a number ] | ۱۰°۳۴′۴۷″شمالی ۱۲۲°۳۶′۰۳″شرقی / ۱۰٫۵۷۹۷°شمالی ۱۲۲٫۶۰۰۷°شرقی | Island province                                                |
| ۲۲ | Biliran        | [ ابزار تبدیل: needs a number ] | ۱۱°۳۵′۰۱″شمالی ۱۲۴°۲۸′۰۰″شرقی / ۱۱٫۵۸۳۵°شمالی ۱۲۴٫۴۶۶۷°شرقی | Island province                                                |
| ۲۳ | Sibuyan        | [ ابزار تبدیل: needs a number ] | ۱۲°۲۳′۱۰″شمالی ۱۲۲°۳۳′۴۰″شرقی / ۱۲٫۳۸۶۲°شمالی ۱۲۲٫۵۶۱۲°شرقی |                                                                |
| ۲۴ | Burias         | [ ابزار تبدیل: needs a number ] | ۱۲°۵۲′۵۴″شمالی ۱۲۳°۱۲′۲۸″شرقی / ۱۲٫۸۸۱۶°شمالی ۱۲۳٫۲۰۷۸°شرقی |                                                                |
| ۲۵ | Siargao        | [ ابزار تبدیل: needs a number ] | ۹°۵۴′۱۹″شمالی ۱۲۶°۰۴′۰۰″شرقی / ۹٫۹۰۵۲°شمالی ۱۲۶٫۰۶۶۷°شرقی   |                                                                |
| ۲۶ | Culion         | [ ابزار تبدیل: needs a number ] | ۱۱°۴۹′۰۹″شمالی ۱۱۹°۵۷′۳۸″شرقی / ۱۱٫۸۱۹۲°شمالی ۱۱۹٫۹۶۰۶°شرقی | Part of the Calamian Islands                                   |
| ۲۷ | Siquijor       | [ ابزار تبدیل: needs a number ] | ۹°۱۱′۵۱″شمالی ۱۲۳°۳۵′۴۷″شرقی / ۹٫۱۹۷۶°شمالی ۱۲۳٫۵۹۶۴°شرقی   | Island province                                                |
| ۲۸ | Ticao          | [ ابزار تبدیل: needs a number ] | ۱۲°۳۰′۵۸″شمالی ۱۲۳°۴۱′۴۱″شرقی / ۱۲٫۵۱۶۲°شمالی ۱۲۳٫۶۹۴۷°شرقی |                                                                |
| ۲۹ | Dumaran        | [ ابزار تبدیل: needs a number ] | ۱۰°۳۲′۵۰″شمالی ۱۱۹°۵۲′۲۳″شرقی / ۱۰٫۵۴۷۱°شمالی ۱۱۹٫۸۷۳۰°شرقی |                                                                |
| ۳۰ | Balabac        | [ ابزار تبدیل: needs a number ] | ۷°۵۶′۳۲″شمالی ۱۱۷°۰۰′۳۰″شرقی / ۷٫۹۴۲۱°شمالی ۱۱۷٫۰۰۸۳°شرقی   |                                                                |
| ۳۱ | Camiguin       | [ ابزار تبدیل: needs a number ] | ۹°۱۰′۲۶″شمالی ۱۲۴°۴۲′۳۴″شرقی / ۹٫۱۷۴۰°شمالی ۱۲۴٫۷۰۹۴°شرقی   | Island province                                                |
| ۳۲ | Samal          | [ ابزار تبدیل: needs a number ] | ۷°۰۲′۵۲″شمالی ۱۲۵°۴۴′۳۹″شرقی / ۷٫۰۴۷۹°شمالی ۱۲۵٫۷۴۴۲°شرقی   |                                                                |
| ۳۳ | Panaon         | 216 km2 (83 sq mi)              | ۱۰°۰۳′۰۵″شمالی ۱۲۵°۱۲′۴۵″شرقی / ۱۰٫۰۵۱۳°شمالی ۱۲۵٫۲۱۲۵°شرقی |                                                                |
| ۳۴ | Olutanga       | ۱۹۴ کیلومتر مربع (۷۵ مایل مربع) | ۷°۲۲′۰۰″شمالی ۱۲۲°۵۲′۵۴″شرقی / ۷٫۳۶۶۷°شمالی ۱۲۲٫۸۸۱۷°شرقی   |                                                                |
| ۳۵ | Alabat         | ۱۹۳ کیلومتر مربع (۷۵ مایل مربع) | ۱۴°۰۷′۰۶″شمالی ۱۲۲°۰۳′۰۵″شرقی / ۱۴٫۱۱۸۴°شمالی ۱۲۲٫۰۵۱۵°شرقی |                                                                |
| ۳۶ | Bucas Grande   | ۱۲۸ کیلومتر مربع (۴۹ مایل مربع) | ۹°۴۰′۲۶″شمالی ۱۲۵°۵۶′۵۵″شرقی / ۹٫۶۷۳۸°شمالی ۱۲۵٫۹۴۸۶°شرقی   |                                                                |
| ۳۷ | Bugsuk         | ۱۱۹ کیلومتر مربع (۴۶ مایل مربع) | ۸°۱۵′۱۵″شمالی ۱۱۷°۱۸′۲۹″شرقی / ۸٫۲۵۴۲°شمالی ۱۱۷٫۳۰۸۱°شرقی   |                                                                |
| ۳۸ | Bantayan       | ۱۱۶ کیلومتر مربع (۴۵ مایل مربع) | ۱۱°۱۳′۰۷″شمالی ۱۲۳°۴۴′۵۵″شرقی / ۱۱٫۲۱۸۷°شمالی ۱۲۳٫۷۴۸۷°شرقی |                                                                |
| ۳۹ | Sibutu         | ۱۰۹ کیلومتر مربع (۴۲ مایل مربع) | ۴°۴۶′۴۰″شمالی ۱۱۹°۲۸′۳۵″شرقی / ۴٫۷۷۷۹°شمالی ۱۱۹٫۴۷۶۴°شرقی   |                                                                |
| ۴۰ | Homonhon       | ۱۰۵ کیلومتر مربع (۴۱ مایل مربع) | ۱۰°۴۵′۲۱″شمالی ۱۲۵°۴۴′۲۱″شرقی / ۱۰٫۷۵۵۸°شمالی ۱۲۵٫۷۳۹۳°شرقی |                                                                |
| ۴۱ | Poro           | ۹۶ کیلومتر مربع (۳۷ مایل مربع)  | ۱۰°۴۰′۲۰″شمالی ۱۲۴°۲۷′۲۲″شرقی / ۱۰٫۶۷۲۱°شمالی ۱۲۴٫۴۵۶۰°شرقی | Part of Camotes Islands group                                  |
| ۴۲ | Patnanongan    | ۹۲ کیلومتر مربع (۳۶ مایل مربع)  | ۱۴°۴۷′۰۱″شمالی ۱۲۲°۱۰′۴۰″شرقی / ۱۴٫۷۸۳۵°شمالی ۱۲۲٫۱۷۷۹°شرقی |                                                                |
| ۴۳ | Pangutaran     | ۹۰ کیلومتر مربع (۳۵ مایل مربع)  | ۶°۱۶′۴۱″شمالی ۱۲۰°۳۲′۵۲″شرقی / ۶٫۲۷۸۰°شمالی ۱۲۰٫۵۴۷۷°شرقی   |                                                                |

| نمایش مختصات این بخش در نقشهٔ: اوپن‌استریت‌مپ |
| بارگیری مختصات: KML                        |